# Баялцалиев, Христо
Христо Иванов Баялцалиев (болг. Христо Иванов Баялцалиев), по македонским документам Ристо Баялский (макед. Ристо Бајалски; 27 сентября 1916, Салоники — 2 марта 1999, Скопье) — югославский военный и политический деятель македонского происхождения.

## Биография
Родился 27 сентября 1916 в греческом городе Салоники. Военный и революционер в третьем поколении: отец, Иван Баялцалиев, деятель Внутренней Македонско-Одринской революционной организации, купец и владелец мельницы; дед, Георгий Баялцалиев, участник болгарского освободительного движения времён русско-турецкой войны 1877—1878 годов.
В 1935 году Христо вступил в Союз коммунистической молодёжи, через год стал членом КПЮ и занял должность секретаря Гевгелийского местного комитета. На фронте с 1941 года, с 1942 по 1943 годы секретарь Гевгелийского окружного комитета КПЮ. В годы Народно-освободительной войны Югославии участвовал в организации партизанских отрядов Гевгелии: служил политруком в Гевгелийском народно-освободительном партизанском отряде, батальоне имени Страшо Пинджура и батальоне имени Христо Ботева. Вошёл в Инициативный комитет по созыву Антифашистского собрания по народному освобождению Македонии (участвовал в первом съезде македонского антифашистского собрания и третьем съезде АВНОЮ).
После Второй мировой войны Баялцалиев (он же Баялский) был назначен министром торговли СР Македонии, вошёл в состав ЦК Македонской коммунистической партии. Занимал должности председателя Торговой палаты Македонии, генерального секретаря и позднее председателя Торговой палаты Югославии, а также неоднократно избирался в различные скупщины.
Скончался 2 марта 1999 в Скопье. Награждён медалью «Партизанская память».
Брат — Илья Баялцалиев — после Второй мировой войны осуждён болгарскими властями за государственную измену: он обвинялся в попытке разжигания антиболгарского восстания среди македонцев Болгарии и присоединения их региона к Югославии.